# Praga 1
Praga 1 – dzielnica Pragi rozciągająca się w centralnej części miasta, na obu brzegach Wełtawy. Składa się z mniejszych dzielnic: Stare Miasto, Josefov, Hradczany, Malá Strana, Nowe Miasto, Holešovice, Vinohrady.
Znajduje się tu największe skupisko zabytków w mieście.
Obszar dzielnicy wynosi 5,53 km² i jest zamieszkiwany przez 32 552 mieszkańców (2004).